# Characodoma areolatum
Characodoma areolatum is een mosdiertjessoort uit de familie van de Cleidochasmatidae. De wetenschappelijke naam van de soort is voor het eerst geldig gepubliceerd in 1929 door Canu & Bassler.